# Liste der Monuments historiques in Boutigny-sur-Essonne
Die Liste der Monuments historiques in Boutigny-sur-Essonne führt die Monuments historiques in der französischen Gemeinde Boutigny-sur-Essonne auf.

## Liste der Bauwerke
| Bezeichnung          | Beschreibung | Standort | Kennzeichnung | Schutzstatus | Datum | Bild           |
| -------------------- | ------------ | -------- | ------------- | ------------ | ----- | -------------- |
| Kirche St-Barthélemy |              | (Lage)   | PA00087829    | Inscrit      | 1925  | weitere Bilder |

## Liste der Objekte
- Monuments historiques (Objekte) in Boutigny-sur-Essonne der Base Palissy des französischen Kultusministeriums